# Monte Padrio

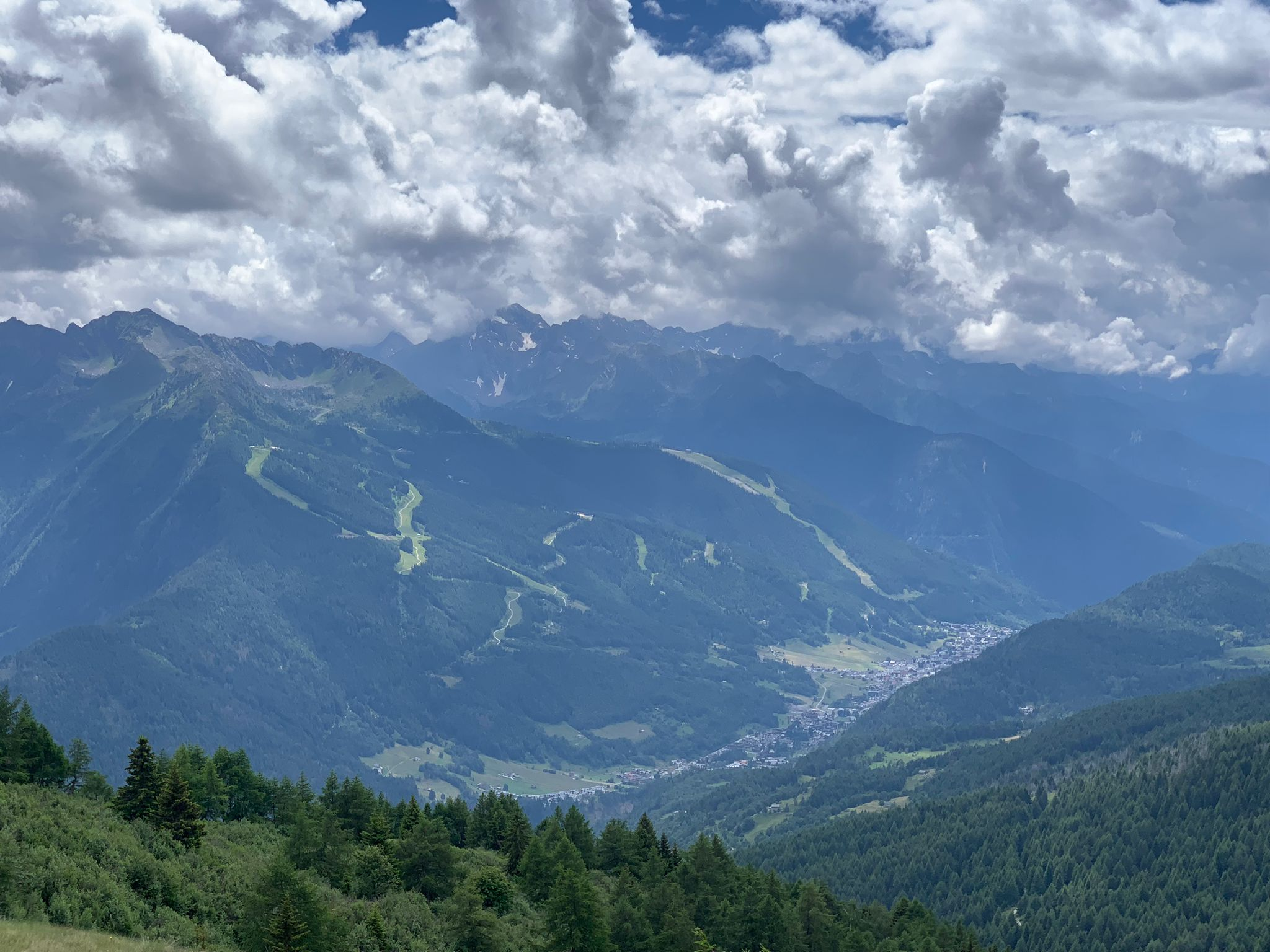
La vista su Aprica dal Monte Padrio. Si vedono gli impianti di Baradello, Palabione e Magnola (foto Marco Alberti)

Il Monte Padrio è una montagna delle Alpi Retiche meridionali, alta 2153 m s.l.m., situata sul confine tra la Val Camonica e la Valtellina, nei comuni di Tirano e Corteno Golgi. È visibile dalla strada che da Edolo sale al passo dell'Aprica ed è raggiungibile grazie alla strada che da Trivigno (Tirano) giunge al passo del Mortirolo oppure, dal versante della Valcamonica, da Corteno Golgi.

## Descrizione

### Geologia
Dal punto di vista geologico, il Monte Padrio si trova in una posizione particolare, a cavallo della Linea Insubrica. Questo lineamento tettonico, molto importante nella geologia delle Alpi, divide il monte in due: il versante a sud costituito dagli Scisti di Edolo appartenenti al Dominio Sudalpino, e il versante a nord costituito dagli Gneiss del Monte Tonale, appartenenti al Dominio Austroalpino.
In particolare, a sud si ritrovano rocce metamorfiche di basso grado, micascisti cloritici e talora biotitici, con intercalate lenti di anfiboliti e cloritoscisti. Frequenti sono le lenti di quarzite. 
A nord, invece, si ritrovano gneiss e micascisti a due miche, in prevalenza biotitici, sillimanitici e granatiferi, con lenticelle quarzoso-feldspatiche. Diffuse sono le lenti di ortogneiss, anfiboliti e anfiboliti gneissiche, spesso associate a calcari e marmi.

### Geomorfologia
Come la gran parte dei rilievi alpini, anche il Monte Padrio è stato soggetto, durante il Quaternario, alle grandi glaciazioni. Il risultato dell'erosione glaciale è generalmente la formazione di ampie vallate e pendii dolci. 
In quest'area, il ghiacciaio ha scavato grandi piane, come quelle del Mortirolo, di Trivigno e di Pian di Gembro, e lasciato coperture di depositi morenici.
Anche l'erosione dell'acqua ha giocato un ruolo importante nella storia del Monte Padrio. Basti pensare al "Vallone del Santo" che dal fianco occidentale del monte viene scavato dal torrente fino quasi all'Aprica. Oppure all'altra ripida incisione sul versante orientale, che dalla cima si spinge fino alle Baite della Guspessa.